# ماري غري
ماري غري (بالإنجليزية: Mary Grey)‏ هي ثيولوجية بريطانية، ولدت في 16 يونيو 1941 في Houghton-le-Spring ‏ في المملكة المتحدة.